# 杂毛蓝钟花
杂毛蓝钟花（学名：Cyananthus sherriffii）为桔梗科蓝钟花属下的一个种。

## 扩展阅读
- 維基物種上的相關：杂毛蓝钟花